# Crantock
Crantock – wieś w Anglii, w Kornwalii. Leży 44 km na północny wschód od miasta Penzance i 371 km na zachód od Londynu. W 2001 miejscowość liczyła 764 mieszkańców.